# Neoamphitrite robusta
Neoamphitrite robusta är en ringmaskart som först beskrevs av Herbert Parlin Johnson 1901.  Neoamphitrite robusta ingår i släktet Neoamphitrite och familjen Terebellidae. Inga underarter finns listade i Catalogue of Life.